# Каэтану дус Сантус, Жуан

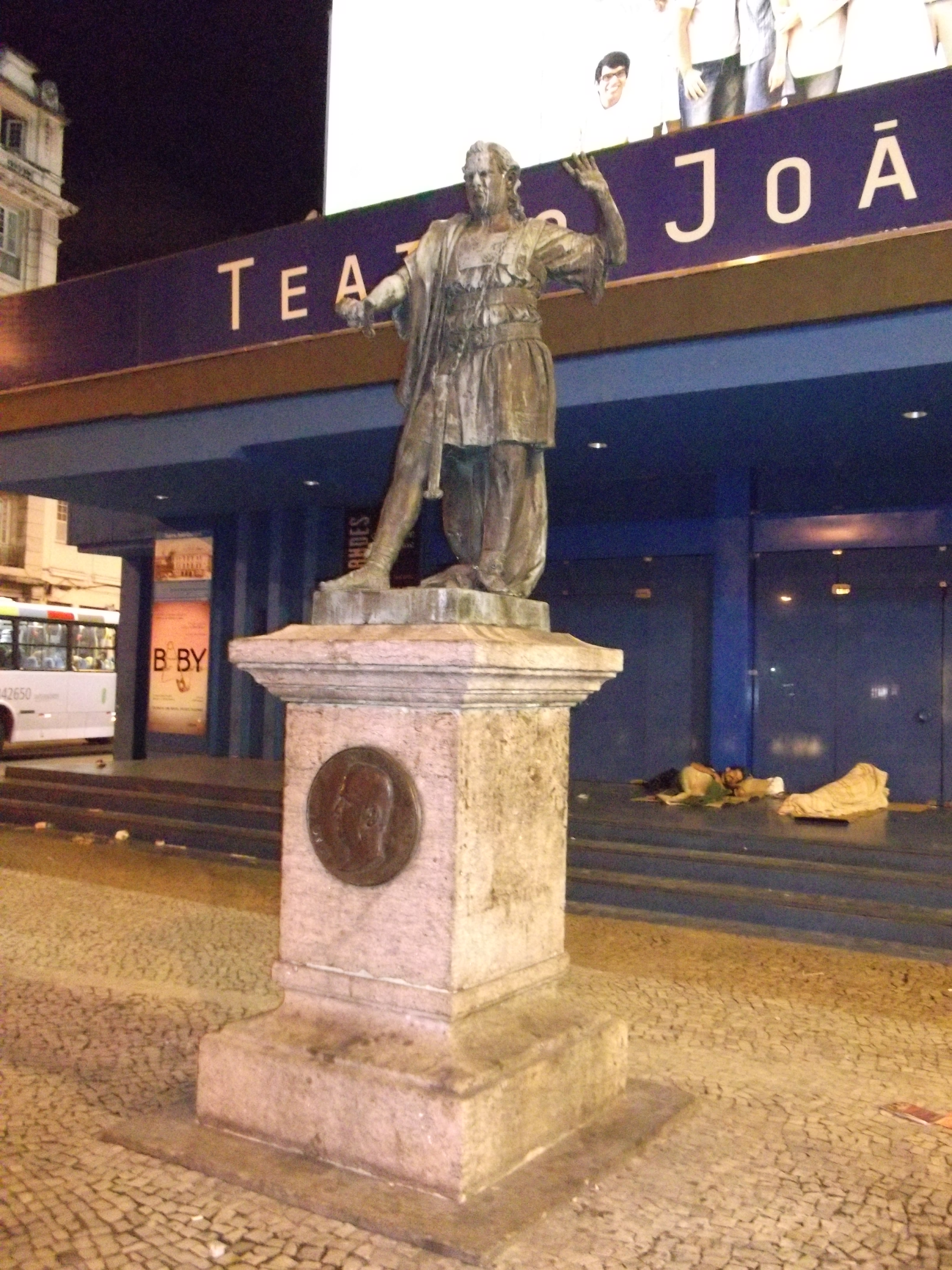
Памятник Ж. Каэтану дус Сантусу перед театром его имени в Рио-де-Жанейро

Жуан (Жоао) Каэтану дус Сантус (порт. João Caetano dos Santos ; 27 января 1808, Итабораи, Соединённое королевство Португалии, Бразилии и Алгарве — 24 августа 1863, Рио-де-Жанейро, Бразильская империя) — бразильский театральный деятель, режиссёр, актёр.

## Биография
Начал актёрскую карьеру в любительском театре. С 1831 года — профессиональный актёр. Позже предприниматель, антрепренёр и директор. Самоучка в драматическом искусстве, его любимым жанром была трагедия, хотя он также играл комические роли.
В 1833 году создал первую национальную драматическую труппу в г. Нитерой, которая содействовала формированию бразильского театра. Воспитал плеяду актёров (Ф. Корреа Васкис и др.), положивших начало национальному сценическому искусству.
Репертуар труппы Ж. Каэтану дус Сантуса, кроме пьес классиков мировой драматургии (Шекспира, Вольтера и др.), с 1838 года включал пьесы бразильских драматургов («Антониу Жозе, или Поэт и инквизитор» Д. Ж. Гонсалвиса ди Магальяинса, «Мировой судья в деревне» Л. К. Мартинса Пены и др.).
Автор книг по театральному искусству ("Reflexões Dramática"s (1837) и «Lições Dramáticas» (1862)).

## Память
- В Рио-де-Жанейро одному из театров присвоено его имя.